# بوشا تي
تيرنس ليفار تورنتون (Terrence LeVarr Thornton) ويعرف أكثر باسم شهرته بوشا تي (Pusha T) من مواليد 13 مايو 1977.هو مغني راب ومنتج أسطوانات أمريكي كان عضوا سابقا في فرقة الهيب هوب الثنائية كليبس.

## روابط خارجية
- بوشا تي على موقع IMDb (الإنجليزية)
- بوشا تي على موقع روتن توميتوز (الإنجليزية)
- بوشا تي على موقع ألو سيني (الفرنسية)
- بوشا تي على موقع ميوزك برينز (الإنجليزية)
- بوشا تي على موقع رولينغ ستون (الإنجليزية)
- بوشا تي على موقع أول ميوزيك (الإنجليزية)
- بوشا تي على موقع ديسكوغز (الإنجليزية)
- بوشا تي على موقع قاعدة بيانات الفيلم (الإنجليزية)